# Haim Hanegbi
Haim Nissim Hanegbi (* 19. März 1935 als Haim Nissim Bajayo in Jerusalem; † 2. März 2018) war ein israelischer Politiker und Publizist. Er setzte sich für eine israelisch-palästinensische Aussöhnung und einen binationalen Staat in Palästina ein.

## Leben
Hanegbi wuchs als Sohn der seit vier Jahrhunderten in Palästina lebenden sephardischen Familie Bajayo während des britischen Mandats in Jerusalem auf. Sein Großvater Haim Bajayo war als Rabbiner eine der respektiertesten Persönlichkeiten in Hebron gewesen, bis die gesamte Familie nach dem Massaker 1929 von dort floh. In den Folgejahren besuchte Hanegbi Hebron mehrmals mit seinem Großvater und Vater. Hanegbi wuchs nach eigenen Angaben in einem gemischt jüdisch-arabischen Viertel Jerusalems zwischen Mekor Baruch und Lifta auf, sein Vater arbeitete in der Stadtverwaltung. Mit dem Palästinakrieg änderte sich das gesellschaftliche Umfeld schlagartig. Das Verschwinden seiner palästinensischen Nachbarn und Mitbürger wurde für den 13-jährigen Hanegbi zu einer verunsichernden und für sein späteres politisches Bewusstsein prägenden Erfahrung.

## Politik
Er gehörte 1962 zu den Gründungsmitgliedern der als Matzpen bekannten marxistischen und antizionistischen Gruppierung Sozialistische Organisation in Israel, die sich von der prosowjetischen Kommunistischen Partei distanzierte und für ein gleichberechtigtes Zusammenleben von Israelis und Palästinensern in einem gemeinsamen Staat eintrat. Ab 1967 wurde er zu einem ihrer prominentesten Repräsentanten.
 

Kurz nach dem israelischen Sieg im Sechstagekrieg veröffentlichte er gemeinsam mit elf Mitstreitern in Form einer Anzeige in der landesweiten Tageszeitung Haaretz einen angesichts der euphorischen Stimmung im Land kontroversen Aufruf zu einem israelischen Rückzug aus den eroberten arabischen Gebieten:

„Unser Recht auf Selbstverteidigung gegen Vernichtung gibt uns nicht das Recht, andere zu unterdrücken. Besatzung führt zu Fremdherrschaft. Fremdherrschaft führt zu Widerstand. Widerstand führt zu Unterdrückung. Unterdrückung führt zu Terror und Gegenterror. Die Opfer des Terrors sind in der Regel unschuldige Menschen. Das Festhalten an den besetzten Gebieten wird uns in eine Nation von Mördern und Mordopfern verwandeln. Lasst uns die besetzten Gebiete sofort verlassen.“

Außerdem war Hanegbi ein führendes Mitglied der israelischen „Schwarzen Panther“, der 1971 gegründeten Protestbewegung der Misrachim (orientalischen Juden) gegen das dominante ashkenasische (europäisch-jüdische) Establishment, die von Angela Davis und der US-amerikanischen Black Panther Party inspiriert war. In den 1970er und 1980er Jahren war er gemeinsam mit Uri Avnery und Matti Peled einer der Führer der „Fortschrittlichen Liste“.  
In den 1990er Jahren war er in der Führung der von Avnery geleiteten Friedensinitiative Gusch Schalom (dt. „Friedensblock“) aktiv, war bereit, eine Zwei-Staaten-Lösung zu propagieren, und schrieb sich sogar in der Arbeitspartei ein. 2003 befürwortete Hanegbi in einem Artikel jedoch die Idee eines binationalen Staates anstelle der von Gusch Shalom vertretenen Zwei-Staaten-Lösung. Der anschließend mit Avnery entbrannte Streit führte zu Hanegbis Austritt aus dem Gusch Shalom.
Er traf sich mehrfach mit hochrangigen Vertretern der Palästinenser, darunter Jassir Arafat.
2004 gehörte er zu den Verfassern des seitdem von Dutzenden israelischen Akademikern, Intellektuellen und Aktivisten unterzeichneten „Olga-Dokuments“ – einem nach Giv'at Olga, dem Ort der Ausarbeitung, benannten Manifest, das eine Anerkennung des von Israelis an Palästinensern verübten Unrechts sowie eine Beendigung der Besatzung der Palästinensergebiete als Grundlage für eine Friedenslösung fordert.
Sehr überraschend war Ende 2005 sein Aufruf, Ariel Sharon zu wählen, nachdem dieser die Siedlungen und die militärischen Stützpunkte im Gazastreifen zerstören ließ, was allgemein als „Abzug“ und „Ende der Besatzung“ bezeichnet wurde.
2006 protestierte er gegen die vereinbarte Überschreibung von Grundstücken an die jüdische Siedlerbewegung in Hebron durch die israelische Besatzungsverwaltung mit dem Argument, er sei rechtmäßiger Erbe des Landes. Mit Unterstützung des Menschenrechtsanwalts Michael Sfard übersandte er dem zuständigen Generalstaatsanwalt Kopien der Kaufurkunden von 1807, in denen sein Vorfahre als Repräsentant der jüdischen Gemeinde Hebrons aufgeführt wird.
Unter Verweis auf seine Familiengeschichte ergriff Hanegbi stets Partei gegen die Politik der jüdischen Besiedlung der Palästinensergebiete ab 1967. Die Repräsentanten der neuen Siedlerbewegung in Hebron hätten nicht das Recht, sich als Erben der vom Ausbruch des zionistisch-palästinensischen Konflikts unterbrochenen jüdischen Tradition in der Stadt darzustellen. Hanegbi vertrat die Position, erst dann Anspruch auf das Haus seiner Familie in Hebron zu erheben, sobald auch die Besitzansprüche der seit 1948 von den Israelis vertriebenen Palästinenser anerkannt würden. Als letzten Wunsch drückte er seine Verbundenheit mit den Bewohnern Hebrons damit aus, in einem Randbereich des muslimischen Friedhofs der Stadt beerdigt zu werden.

## Veröffentlichungen
- mit Moshé Machover und Akiva Orr: The Class Nature of Israeli Society. Pluto Press, London 1971, ISBN 978-0902818095.

## Dokumentarfilm
- Eran Torbiner: Hebron in my Heart, Alternative Information Center (AIC), Israel 2012, 21 Minuten[10]